# Isabel dos Santos

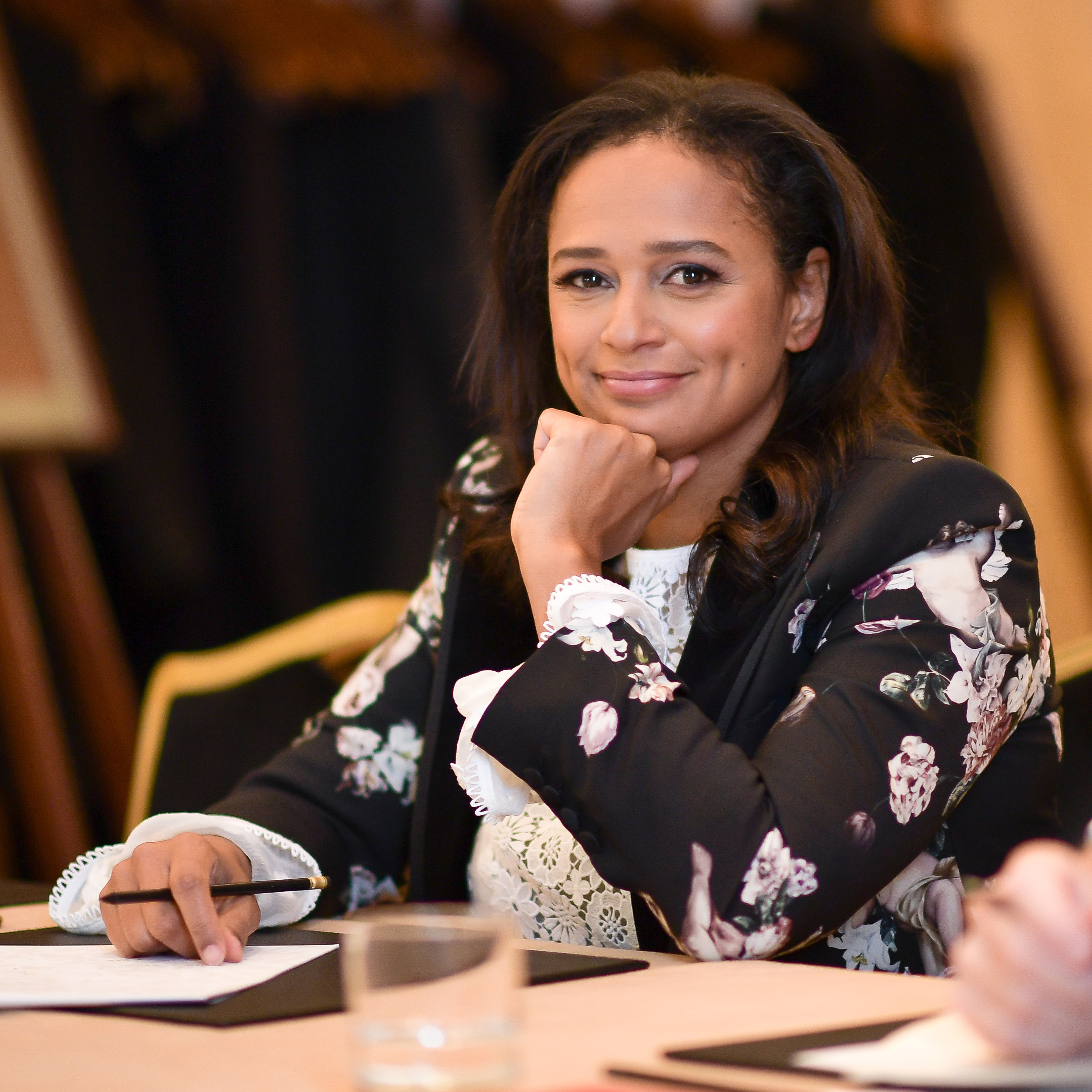
Isabel dos Santos

Isabel dos Santos (ur. 20 kwietnia 1973 w Baku) – angolska bizneswoman, najbogatsza kobieta Afryki z majątkiem szacowanym na 2,2 mld dolarów, córka byłego prezydenta Angoli Jose Eduardo dos Santosai Rosjanki.